# Hauptleute von Unna
Als „Hauptleute von Unna“, auch „Hauptleute 71“, wurden 30 Hauptleute und Kompaniechefs aus dem Bereich der 7. Panzergrenadierdivision der Bundeswehr bezeichnet, die sich im März 1971 kritisch zur Inneren Führung geäußert hatten. Sie wurden damit deutschlandweit bekannt.
In einem 16-seitigen Papier übten sie Kritik an den Zuständen in der Bundeswehr. Sie beklagten die mangelnde Einsatzorientierung der Bundeswehr, die zunehmende Politisierung und das Nachlassen der militärischen Disziplin, konkret auch, „daß unter den gegenwärtigen Bedingungen der Auftrag nicht mehr durchgeführt werden kann“. Dies war in gewisser Weise eine Reaktion auf bzw. eine Gegendarstellung zu den von den „Leutnanten 70“ der Heeresoffizierschule II am 10. März 1970 verfassten neun Thesen, in denen diese einen von traditionalistischen Fesseln befreiten Offizierstyp forderten. Unter Einbeziehung der „Schnez-Studie“ aus dem Jahr 1969 war der Fall der Unnaer Hauptleute der dritte Fall unter Verteidigungsminister Helmut Schmidt, bei dem sich Teile des Offizierskorps kritisch zur Bundeswehr äußerten. Unter anderem wurde die Denkschrift im Rahmen des Seminars „Auf der Suche nach dem Bild des Offiziers“ 1984 am Zentrum Innere Führung erörtert.
Das auch als „Unnaer Denkschrift“ oder auch als „Hauptmanns-Denkschrift 1971“ bezeichnete Papier galt als Affront gegen die damalige militärische und politische Führung. Diskutiert wurden die Gruppe und deren Forderungen auch auf den Fachtagungen in Zusammenhang mit der Erstellung des Weißbuchs der Bundeswehr.
Als Initiator der Gruppierung galt Eike Middeldorf, damals Kommandeur der 7. Panzergrenadierdivision in Unna, der seine Hauptleute dazu ermunterte, Mängelrügen in einem ungeschminkten Arbeitspapier festzuhalten. Er kommunizierte mit den Kompaniechefs unter Nichtbeachtung des Dienstweges über die Bataillons- und Brigadekommandeure hinweg und soll sie bei persönlichem Antreffen „immer zu schonungsloser Schärfe“ ermuntert haben. Sprecher der Gruppe war Heiko Möhring.